# Debby van der Zande
Debby van der Zande (Oldenzaal, 12 april 1975) is een Nederlands modeontwerper, ondernemer en influencer. Ze is bekend als de voormalig eigenaar van modezaak Dejacque.

## Biografie
Debby van der Zande groeide op in een 'boerengezin'. Al op jonge leeftijd werd haar de mentaliteit 'niet zeuren maar aanpakken' aangeleerd. In 2010 begint Van der Zande damesmodezaak Dejacque aan de Bisschopstraat in Oldenzaal. Om de zaak te promoten begint Van der Zande modevideo's te plaatsen op sociale media. In de eerste jaren weten de video's het grote publiek nog niet te bereiken, maar langzaamaan stijgt Dejacque in populariteit. In 2015 opende Van der Zande samen met haar man Michel een tweede modezaak genaamd Zand in dezelfde straat in Oldenzaal.
Tijdens de coronapandemie breidt Van der Zande het verkopen van haar producten via modevideo's uit en mede door het gebruik van het Twents bereikt Van der Zande bijna 100.000 volgers op het platform Facebook. De klanten van Van der Zande komen vanuit heel Nederland naar Dejacque. Het succes wordt zo groot dat Van der Zande eind 2020 proefopnames maakte voor een realityserie over haar privéleven. In 2021 is actrice Elise Schaap voor haar programma Blablabla met Schaap te gast in Dejacque. Datzelfde jaar openden Van der Zande en haar compagnon Saskia Bouwmeester een extra winkel op amper dertig meter van Dejacque.
Na twaalf jaar Dejacque te hebben gerund, besloot Van der Zande vanaf 1 januari 2023 te stoppen als eigenaresse van Dejacque. Ze gaf de zaak over aan compagnon Saskia Bouwmeester, die de zaak zelfstandig voortzet. Vanaf 2023 begint Van der Zande met het maken van kookvideo's waarmee ze opnieuw viraal gaat en het grote publiek weet te bereiken. Van der Zande begint met een serie kookvideo's onder de titel Debb’s Kökk’n oalerwets kokk’n. Van der Zande laat niet alleen haar eigen bedrijf in haar video's zien, maar ook Oldenzaalse ondernemers. Door het veelvuldig laten zien van haar woonplaats Oldenzaal, zorgt Van der Zande daarnaast voor een toename in het aantal toeristen in Oldenzaal uit Nederland en het buitenland. Dit doet ze ondere andere door als ambassadeur elke zaterdagochtend een video te plaatsen waarin ze de Oldenzaalse markt promoot.

## Privé
Debby van der Zande heeft samen met haar man Michel vier kinderen: Mick, Laury, Duuk en Jolie. Voor haar zoon Duuk, die een verstandelijke beperking heeft, bedacht Van der Zande een keycord met een pasje eraan. Hiermee kan Duuk beter tegen prikkels op bijvoorbeeld een vliegveld. Debby's oudste dochter Laury begon in 2023 haar eigen modezaak, LaLau, aan de Grootestraat in Oldenzaal.